# Diego Valadés Ríos
Diego Valadés Ríos  (Mazatlán, Sinaloa, México; 8 de mayo de 1945) es un abogado, jurista y político mexicano. En el sector público ha ocupado, entre otros cargos, el de embajador de México en Guatemala, subsecretario de Regulación Sanitaria de la Secretaría de Salud, secretario general de Coordinación Metropolitana del Departamento del Distrito Federal, procurador general de Justicia del Distrito Federal, procurador general de la República y ministro de la Suprema Corte de Justicia de la Nación.
En la Universidad Nacional Autónoma de México, fue subdirector de Radio UNAM, director de Difusión Cultural, abogado general, Coordinador de Humanidades y director del Instituto de Investigaciones Jurídicas, del cual es investigador emérito. Es además investigador emérito del Sistema Nacional de Investigadores. 
Es miembro de El Colegio Nacional, de El Colegio de Sinaloa, de la Academia Mexicana de la Lengua y de la Academia Mexicana de Ciencias. Es miembro correspondiente de la Real Academia Española (España), de la Academia Nacional de Ciencias Morales y Políticas (Argentina) y de la Academia Nacional de Derecho y Ciencias Sociales de Córdoba. Fue vicepresidente de la Sociedad Europea de Cultura. Es miembro honorario del Seminario de Cultura Mexicana. Es presidente del Instituto Iberoamericano de Derecho Constitucional. 
Ha recibido el Premio Nacional de Jurisprudencia y el Premio Nacional y el Premio Nacional de Artes y Literatura en el campo de Historia, Ciencias Sociales y Filosofía.

## Estudios
Cursó la licenciatura en derecho en la Universidade Classica de Lisboa y en la Universidad Nacional Autónoma de México. Doctor en Derecho por la Universidad Complutense de Madrid. con Premio Extraordinario. Ha sido profesor e investigador de la UNAM desde 1968 y profesor invitado de más de 20 universidades. 
Ha escrito para más de 12 prestigiadas publicaciones en Derecho de México, y ha formado parte de más de 10 academias de derecho y universidades de México y América Latina. 

## Condecoraciones
- Cruz del Mérito a la Investigación Jurídica por el Instituto Mexicano de Cultura en 1978.
- Cruz del Mérito Legislativo por la Asociación Nacional de Abogados en 1986.
- Gran Cruz Antonio José Irisarri por el gobierno de Guatemala en 1990.
- Profesor Distinguido por la Universidad Nacional Mayor de San Marcos de Perú en 1999.
- Doctorado honoris causa por la Universidad de Córdoba (Argentina) en 2006.
- Doctorado honoris causa por la Universidad Inca Garcilaso de la Vega de Perú en 2012.
- Doctorado honoris causa por la Universidad Veracruzana de México en 2012.
- Doctorado honoris causa por la Universidad de Buenos Aires de Argentina en 2015.
- Doctorado honoris causa por la Universidad Michoacana de San Nicolás de Hidalgo de México en 2017

## Publicaciones
- La Dictadura Constitucional en América Latina (UNAM; 1974)
- La UNAM, Formación, Estructura y Funciones (UNAM; 1974)
- La Constitución Reformada, (Cámara de Diputados, 1979; UNAM, 1987) *El Derecho Académico en México (UNAM, 1987)
- Constitución y Política (UNAM, 1987; 1994)
- Derecho de la Educación (McGraw Hill, 1997)
- El Control del Poder (UNAM, 1998; Porrúa, 2000)
- Constitución y Democracia (UNAM, 2000; 2002)
- Problemas constitucionales del Estado de Derecho (UNAM, 2002)
- Derechos Humanos, Aborto y Eutanasia (UNAM-IIJ 2008 / Coautoria con Jorge Carpizo)
- El gobierno de gabinete (IIJ-UNAM; 2003, 2005, 2018)
- La Parlamentarización de los sistemas presidenciales (UNAM-Academia Mexicana de la Lengua; 2005, 2008, 2010)
- Problemas y perspectivas del sistema presidencial mexicano (UNAM-IIJ; 2011)
- Perfiles académicos (Academia Mexicana de la Lengua; 2015)
- La Constitución y la realidad (Porrúa; 2016)
- Gobernabilidad (UNAM-Porrúa; 2018)
- La norma y la normalidad (Porrúa; 2018)
- Régimen Jurídico de la eutanasia (Tirant lo Blanch-INACIPE; 2020)
- Estado Laico. Reflexiones constitucionales (Tirant lo Blanch-IIJ; 2021)
- Constitucionalismo crítico (Siglo XXI; 2021)